# 伯灵格姆站

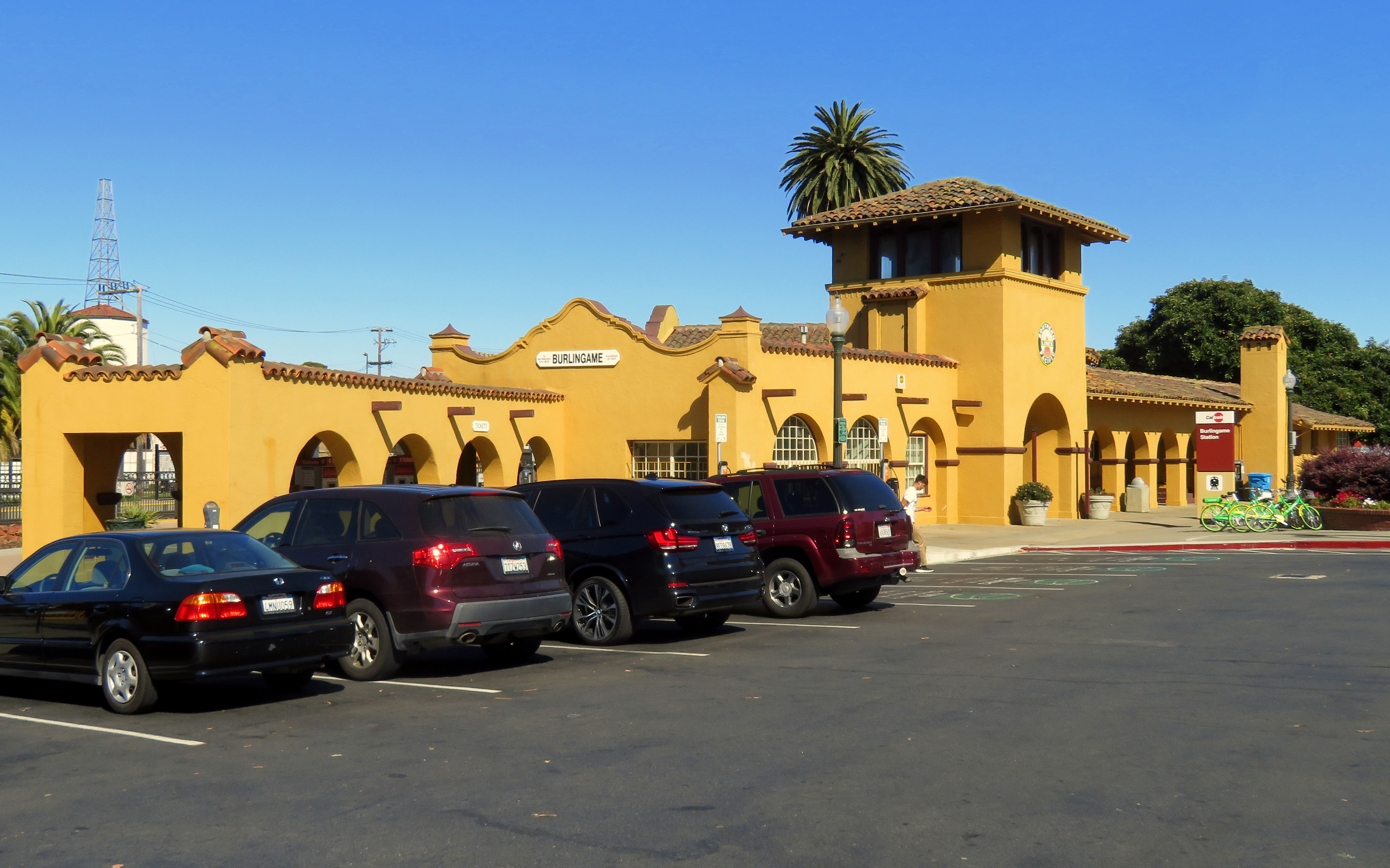
伯灵格姆站

伯灵格姆站（英語：Burlingame station）位于美国加利福尼亚州伯灵格姆，是加州列车（Caltrain）的车站之一。该站为旧金山、圣马刁县和圣克拉拉县的通勤者提供服务。